# Magyarázat mindenre
A Magyarázat mindenre 2023-ban bemutatott magyar filmdráma, Reisz Gábor rendezte, forgatókönyvét ugyancsak ő írta Schulze Évával közösen. A film világpremierjére 2023. szeptember 1-jén került sor a 80. Velencei Nemzetközi Filmfesztivál Orizzonti szekciójában, amelynek elnyerte a fődíját.
A film magyarországi bemutatója 2023. október 5.

## Cselekménye
|  | Alább a cselekmény részletei következnek! |

Ábel érettségijére készülő gimnazista egy budapesti gimnáziumban. Apja konzervatív politikai beállítottságú építészvállalkozó, történelemtanára, Maár Jakab ezzel szemben liberális. Ábel reménytelenül szerelmes legjobb barátjába és osztálytársába, Szabadi Jankába, aki viszont Jakab iránt vonzódik (amit a kétgyermekes, házas tanár visszautasít). A szóbeli érettségi vizsgán Janka kiválóan szerepel, Ábel azonban az elsőre húzott történelemtételt visszaadja, és a másodikról sem tud semmit. A vizsgáztatók oldani próbálják a diák vizsgadrukkját, és Jakab, aki észreveszi, hogy Ábel zakóján rajtamaradt a március 15-i kokárda, megkérdezi, mi ennek az oka. Ábel végül semmit sem tud mondani Julius Caesarról, és megbukik a történelemvizsgán.
Ábel szülei érthetően zaklatottan fogadják a hírt, és Ábel, hogy mentséget találjon, elmondja, hogy a kokárdáról szóló kérdés felkavarta őt, és ez okozta azt, hogy nem tudott megszólalni. Elmondása szerint a liberális Jakab utálja őt, mert a szülei fideszesek, és ebből egyszer már nézeteltérésük is támadt egy tanári fogadóórán. A rosszul sikerült érettségiről és a kokárdáról szóló történet véletlenek sorozata folytán – némileg eltorzítva – eljut Hajnal Erikához, a konzervatív (fiktív) Magyar Napok című újság munkatársához, aki megkeresi az iskola igazgatóját (aki központi utasításra hivatkozva nem nyilatkozhat neki) és Ábelt is, majd újságcikket ír, amelyben azt állítja, a liberális tanár azért buktatta meg Ábelt, mert az kokárdát viselt, amit a tanár a neki ellenszenves, hazafias, konzervatív beállítottsággal asszociált.
A cikk nyomán botrány tör ki. Janka, akinek világos, hogy Ábel nem a kokárda miatt bukott meg, összeveszik Ábellel. Jakab, aki attól tart, hogy a botrány miatt elbocsájtják, felkeresi Ábel szüleit, akikkel eleinte barátságos hangon beszélget, de amikor megtudja, hogy Ábel apja a kokárdaügyre hivatkozva elérte, hogy Ábel megismételhesse a vizsgát, eldurvul a szóváltás. Jakab frusztráltságának ad hangot, amiért Magyarországon mindent meg lehet úszni, Ábel apja pedig hazafiatlansággal vádolja meg Jakabot.
Ábel végül megjelenik a külön a számára biztosított történelemérettségin, ahol széles médianyilvánosság mellett, kokárdát viselő újságírók jelenlétében a tétel kihúzása után elhagyja az osztálytermet. Végül csak az augusztus végi pótérettségit teszi le, ezt követően Ábel és barátai a Balatonnál nyaralnak a film zárójeleneteiben.
|  | Itt a vége a cselekmény részletezésének! |

## Szereplők
| Szerep          | Színész              | Leírás                                                                      |
| --------------- | -------------------- | --------------------------------------------------------------------------- |
| Trem Ábel       | Adonyi-Walsh Gáspár  | A történelemérettségijén megbukó diák, legjobb barátjába, Jankába szerelmes |
| Trem György     | Znamenák István      | Ábel konzervatív apja                                                       |
| Maár Jakab      | Rusznák András       | Ábel és Janka liberális történelemtanára                                    |
| Erika           | Hatházi Rebeka       | konzervatív újságíró Kolozsvárról                                           |
| Szabadi Janka   | Kizlinger Lilla      | Ábel legjobb barátja, plátói szerelme                                       |
| Dorka           | Sodró Eliza          | Jakab felesége                                                              |
| Judit           | Urbanovits Krisztina | Ábel anyukája                                                               |
| Balázska        | Király Dániel        | György munkatársa, aki ki akar költözni külföldre                           |
| Hargitay Elemér | Fodor Tamás          | 56-os forradalmár                                                           |
| Csángó Márton   | Kocsis Gergely       | az iskola igazgatója                                                        |
| Vajk            | Szeiler Péter        |                                                                             |
| Márta           | Bacskó Tünde         | érettségiztető tanár                                                        |

## Készítés
A Magyarázat mindenre producere Berkes Júlia. A filmet a Proton Cinema készítette a szlovák MPhilms céggel.
A filmet a Nemzeti Filmintézet nem támogatta, helyette a szlovák filmes alaptól kapott támogatást.

## Premier
A Magyarázat mindenre című filmet a 80. Velencei Nemzetközi Filmfesztivál Orizzonti szekciójában jelölték bemutatásra, így 2023. szeptember 1-jén volt a világpremierje  A nemzetközi értékesítést a Films Boutique bonyolítja le.  A filmet a tervek szerint Magyarországon 2023. október 5-én mutatják be a Cirko Film forgalmazásában.
Meghívást kapott a 28. Busani Nemzetközi Filmfesztiválra is a „World Cinema” szekcióban, itt 2023 októberében vetítik a filmet.

## Nézettség, bevétel
A nézettségi adatok szerint 77 882 jegyet adtak el rá, és ezzel az eredménnyel mintegy 160 581 960 Ft bevételt termelt a jegypénztáraknál.

## Fogadtatás

### Kritikák
A Rotten Tomatoes véleménygyűjtő webhelyen a film 5 kritikus alapján 100%-os értékeléssel rendelkezik, míg a nézői pontszám átlagosan 7,7/10. 
| Weboldal        | Pontszám | Dátum      | Ref.   |
| --------------- | -------- | ---------- | ------ |
| IMDb            | 7.8/10   | 2024.03.03 | [ 6 ]  |
| Letterboxd      | 3.7/5    | 2024.03.03 | [ 7 ]  |
| Rotten Tomatoes | 100%     | 2024.03.03 | [ 8 ]  |
| PORT.hu         | 7.4/10   | 2024.03.03 | [ 9 ]  |
| mafab           | 80%      | 2024.03.03 | [ 10 ] |

### Díjak és jelölések
| Díj                              | Dátum              | Kategória                                 | Jelölt                     | Eredmény | Ref.   |
| -------------------------------- | ------------------ | ----------------------------------------- | -------------------------- | -------- | ------ |
| Velencei Filmfesztivál           | 2023. szeptember 9 | Orizzonti-díj a legjobb filmnek           | Reisz Gábor                | Elnyerte | [ 11 ] |
| Chicago Nemzetközi Filmfesztivál | 2023. október 21.  | Gold Hugo-díj a legjobb filmnek           | Reisz Gábor                | Elnyerte | [ 12 ] |
| Chicago Nemzetközi Filmfesztivál | 2023. október 21.  | Silver Hugo-díj a legjobb forgatókönyvnek | Reisz Gábor és Schulze Éva | Elnyerte | [ 12 ] |

## Fordítás
Ez a szócikk részben vagy egészben  az   Explanation for Everything című angol Wikipédia-szócikk ezen változatának fordításán alapul.  Az eredeti cikk szerkesztőit annak laptörténete sorolja fel. Ez a jelzés csupán a megfogalmazás eredetét és a szerzői jogokat jelzi, nem szolgál a cikkben szereplő információk forrásmegjelöléseként.